# Christian Schmidt-Knatz
Christian Schmidt-Knatz (* 1844; † 6. April 1891) war ein deutscher Architekt und Mitglied des Provinziallandtages der Provinz Hessen-Nassau.

## Leben
Bevor Christian Schmidt-Knatz im Jahre 1878 eine eigene Firma gründete, war er als Architekt und Bauunternehmer an dem Frankfurter Baugeschäft „Proesler und Schmidt“ beteiligt.
Er war kommunalpolitisch engagiert, von 1881 bis 1891 Mitglied der demokratischen Fraktion der Frankfurter Stadtverordnetenversammlung und Gründungsmitglied des Demokratischen Vereins.
1886 übernahm er das Amt des Vorsitzenden der städtischen Hochbaukommission.
In dieser Funktion war er an der Planung und Durchführung der Errichtung des Merianbads beteiligt.
Von 1886 bis 1890 hatte er ein Mandat für den Nassauischen Kommunallandtag des preußischen Regierungsbezirks Wiesbaden bzw. für den Provinziallandtag der Provinz Hessen-Nassau, wo er als Mitglied der Deutschen Demokratischen Partei stellvertretendes Mitglied des Provinzialausschusses war. Konrad Steinbrinck war sein Nachfolger im Amt.
Sein Sohn Friedrich war Justizrat und Kirchenpolitiker und Vater des Franz Ludwig Schmidt-Knatz.

## Öffentliche Ämter
- Vorsitzender der Frankfurter Ortskrankenkasse